# Vicky Lane
Vicky Lane (eigentlich Grace Patricia Rose Coghlan, * 23. April 1926 in Dublin; † 1. August 1983 in Broward County, Florida) war eine US-amerikanische Filmschauspielerin, die sich auch als Sängerin betätigte.

## Leben und Wirken
Lane wanderte mit ihrer Familie zunächst nach Mexiko, schließlich in die Vereinigten Staaten aus. In Hollywood bekam sie um 1942 als Jugendliche erste Filmrollen; bekannt wurde sie mit ihrer Rolle als Fliegerin in dem Horrorfilm The Jungle Captive (1945, Regie Harold Young). Es folgten Nebenrollen in Filmen wie The Cisco Kid Returns (1945) und in späteren Jahren Auftritte in TV-Serien wie Dad's Army.
Nach einer kurzen Ehe mit dem Filmschauspieler Tom Neal (1948–1949) heiratete Lane 1953 den Jazzmusiker und Bandleader Pete Candoli, mit dem sie eine Tochter hatte. Um 1953 nahm sie begleitet von Candoli, Jimmy Rowles, Joe Mondragon und Shelly Manne mehrere Songs für das Label Sunset auf wie „’S Wonderful“ und „I Ain’t Got Nothin’ But the Blues“. Pete Candoli arrangierte auch das Songmaterial für ihr einziges Album, das sie mit dem Candoli-Orchester 1959 für Time Records einspielte, I Swing for You. Darauf interpretierte sie Lieder in einem am Jazz orientierten Stil wie „Love Isn't Born (It's Made)“, „My Romance“, „The Song Is You“ und „The Trolley Song“. 1958 ließ sich das Paar scheiden; Lane verließ 1963 Hollywood und lebte in Florida.